# Henk Blomvliet
Hendrik Harmanus (Henk) Blomvliet (Amsterdam, 24 februari 1911 – Hilversum, 14 maart 1980) was een Nederlands voetballer en cricketspeler.

## Loopbaan
Blomvliet speelde vanaf zijn twaalfde voetbal voor de club, waar hij tevens aan cricket deed, en debuteerde in 1931 voor AFC Ajax als aanvaller. Al na één jaar echter verloor hij zijn basisplaats, en het zou nog tot het seizoen 1935/36 duren voordat hij zijn plaats heroverde. Inmiddels was hij omgeschoold tot verdediger. Op zowel de links- als rechtsbackpositie kon hij uit de voeten. Door zijn veelzijdigheid speelde hij altijd in de basis, en hij heeft voor de Amsterdamse club 195 wedstrijden gespeeld. In 1939 werd Blomvliet tweemaal opgeroepen voor het nationale elftal. 
Zijn sportieve carrière kwam met het uitbreken van de Tweede Wereldoorlog abrupt ten einde. Blomvliet werd tewerkgesteld in Duitsland waar hij op het tweede niveau speelde bij SV Norden-Nordwest Berlin. Aan het einde van de oorlog was hij 34 jaar, en haalde nooit meer zijn oude vorm. Wel viel hij nog tweemaal in bij Ajax in het seizoen 1946/47. In zijn periode bij Ajax heeft hij in totaal 42 doelpunten gemaakt. Met Ajax werd hij vijfmaal landskampioen. Henk Blomvliet was lid van verdienste van Ajax.
Zijn broer Jan († 10 augustus 1957) speelde eveneens bij de honkbalafdeling van Ajax en werd daarmee landskampioen.